# Dendrocygna arcuata

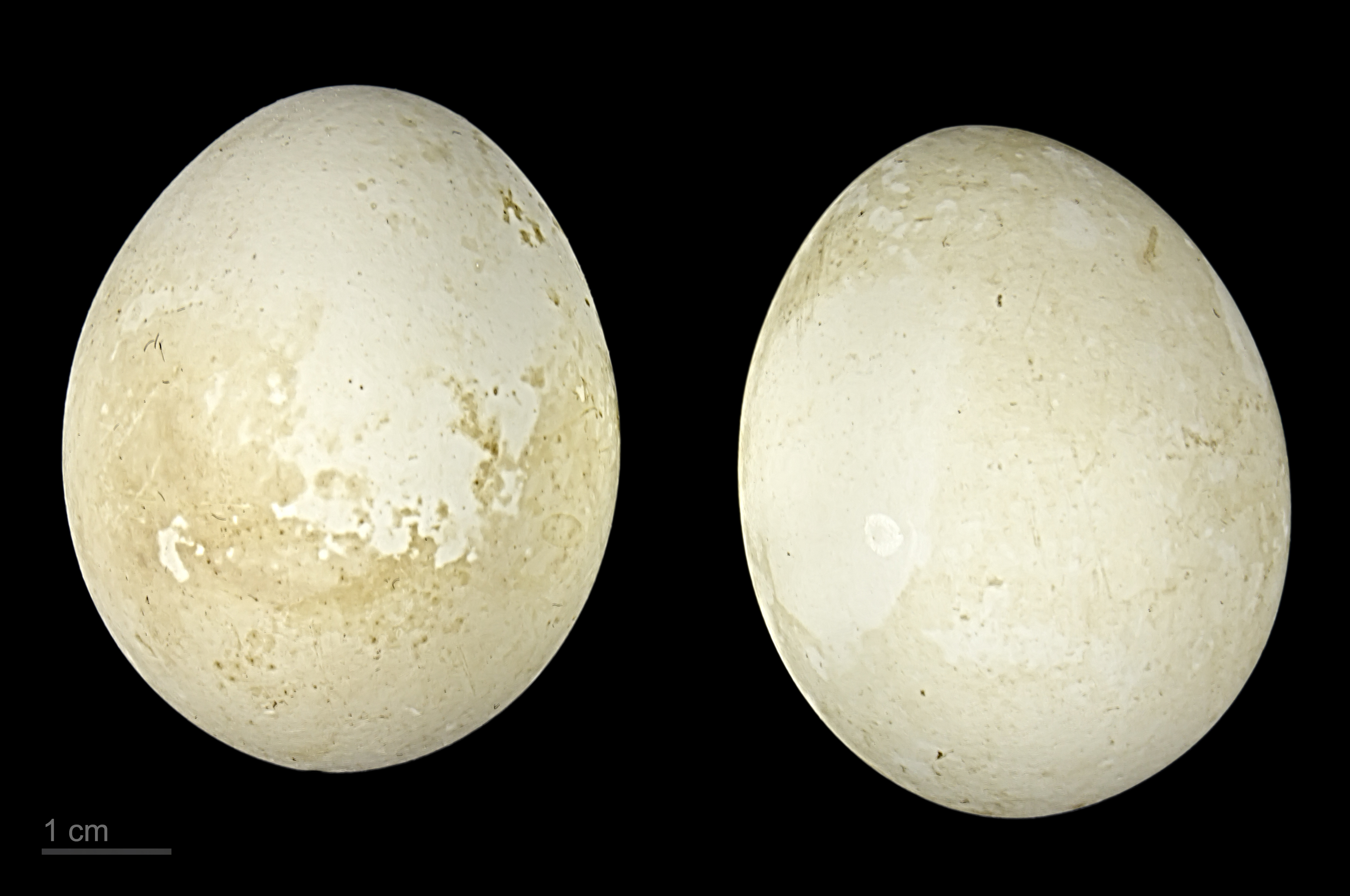
Dendrocygna arcuata

La dendrocigna errante, dendrocigna vagabonda o anatra fischiatrice vagabonda (Dendrocygna arcuata Horsfield, 1824) è un uccello appartenente alla famiglia degli Anatidi diffuso in una vasta area compresa tra le Filippine e l'Australia.

## Tassonomia
Ne vengono riconosciute tre sottospecie:
- D. a. arcuata (Horsfield, 1824), diffusa dalle Filippine all'Indonesia;
- D. a. pygmaea Mayr, 1945, diffusa sull'isola della Nuova Britannia (arcipelago Bismarck);
- D. a. australis Reichenbach, 1850, diffusa nelle regioni meridionali della Nuova Guinea e in quelle settentrionali e orientali dell'Australia.